# Ronde van Frankrijk 2021/Eenentwintigste etappe
De eenentwintigste etappe van de Ronde van Frankrijk 2021 werd verreden op 18 juli met start in Chatou en finish in Parijs.

## Verloop
In de laatste etappe van deze Ronde van Frankrijk begon de koers pas in de lokale rondes over de Champs-Élysées. Meerdere vluchters probeerden een massasprint te ontlopen met onder andere Jonas Rutsch, Ide Schelling en Harry Sweeny als bekendste aanvallers. Allen slaagden daar niet in. In de sprint was Wout van Aert de sterkste voor Mark Cavendish, die hiermee de kans misliep om het recordaantal etappeoverwinningen in de Ronde van Frankrijk te pakken.

## Uitslag
| Chatou – Parijs (108,4 km) |                      |                                    |          |
| Plaats                     | Naam                 | Ploeg                              | Tijd     |
| 1                          | Wout van Aert        | Team Jumbo-Visma                   | 2u39'37" |
| 2                          | Jasper Philipsen     | Alpecin-Fenix                      | z.t.     |
| 3                          | Mark Cavendish       | Deceuninck–Quick-Step              | z.t.     |
| 4                          | Luka Mezgec          | Team BikeExchange                  | z.t.     |
| 5                          | André Greipel        | Israel Start-Up Nation             | z.t.     |
| 6                          | Danny van Poppel     | Intermarché-Wanty-Gobert Matériaux | z.t.     |
| 7                          | Michael Matthews     | Team BikeExchange                  | z.t.     |
| 8                          | Alex Aranburu        | Astana-Premier Tech                | z.t.     |
| 9                          | Cyril Barthe         | B&B Hotels p/b KTM                 | z.t.     |
| 10                         | Maximilian Walscheid | Qhubeka NextHash                   | z.t.     |

| Algemeen klassement |                   |                     |           |
| Plaats              | Naam              | Ploeg               | Tijd      |
| Gele trui           | Tadej Pogačar     | UAE Team Emirates   | 82u56'35" |
| 2                   | Jonas Vingegaard  | Team Jumbo-Visma    | + 5'20"   |
| 3                   | Richard Carapaz   | INEOS Grenadiers    | + 7'03"   |
| 4                   | Ben O'Connor      | AG2R-Citroën        | + 10'02"  |
| 5                   | Wilco Kelderman   | BORA-hansgrohe      | + 10'13"  |
| 6                   | Enric Mas         | Movistar Team       | + 11'43"  |
| 7                   | Aleksej Loetsenko | Astana-Premier Tech | + 12'23"  |
| 8                   | Guillaume Martin  | Cofidis             | + 15'33"  |
| 9                   | Peio Bilbao       | Bahrain-Victorious  | + 16'04"  |
| 10                  | Rigoberto Urán    | EF Education-Nippo  | + 18'34"  |
|                     |                   |                     |           |
| 17                  | Dylan Teuns       | Bahrain-Victorious  | + 51'40"  |

## Nevenklassementen
| Puntenklassement |                  |                       |        |
| Plaats           | Naam             | Ploeg                 | Punten |
| Groene trui      | Mark Cavendish   | Deceuninck–Quick-Step | 337    |
| 2                | Michael Matthews | Team BikeExchange     | 291    |
| 3                | Sonny Colbrelli  | Bahrain-Victorious    | 227    |

| Bergklassement |                  |                    |        |
| Plaats         | Naam             | Ploeg              | Punten |
| Bolletjestrui  | Tadej Pogačar    | UAE Team Emirates  | 107    |
| 2              | Wout Poels       | Bahrain-Victorious | 88     |
| 3              | Jonas Vingegaard | Team Jumbo-Visma   | 82     |

| Jongerenklassement |                  |                   |           |
| Plaats             | Naam             | Ploeg             | Tijd      |
| Witte trui         | Tadej Pogačar    | UAE Team Emirates | 82u56'36" |
| 2                  | Jonas Vingegaard | Team Jumbo-Visma  | + 5'20"   |
| 3                  | David Gaudu      | Groupama-FDJ      | + 21'50"  |

| Ploegenklassement |                    |            |
| Plaats            | Ploeg              | Tijd       |
|                   | Bahrain-Victorious | 249u16'47" |
| 2                 | EF Education-Nippo | + 19'12"   |
| 3                 | Team Jumbo-Visma   | + 1u11'35" |

## Opgaves
- Jakob Fuglsang (Astana-Premier Tech): niet gestart

1e etappe ·
2e etappe ·
3e etappe ·
4e etappe ·
5e etappe ·
6e etappe ·
7e etappe ·
8e etappe ·
9e etappe ·
10e etappe ·
11e etappe ·
12e etappe ·
13e etappe ·
14e etappe ·
15e etappe ·
16e etappe ·
17e etappe ·
18e etappe ·
19e etappe ·
20e etappe ·
21e etappe
Startlijst · Eindstanden · Afbeeldingen